# Masoveria de Can Cabot i Vila
Masoveria de Can Cabot i Vila és una obra de Sant Andreu de Llavaneres (Maresme) protegida com a Bé Cultural d'Interès Local.

## Descripció
Masia del segle XVII que té quatre cossos distribuïts de forma irregular. A la façana hi ha un portal d'arc de mig punt d'onze dovelles, i a sobre finestra de llinda de pedra granítica amb la data de construcció de la casa, 1617. La coberta és a dues aigües. Té un rellotge de sol a la façana. A la banda dreta hi ha un cos afegit del segle XIX, però mantenint l'estètica de la resta de la casa.

## Història
La família Cabot és molt present a Sant Andreu de Llavaneres, de manera que moltes cases del poble duen el seu cognom. Una de les darreres propietàries fou Francesca Cabot i Cadafalch. Actualment en són propietaris la família Soler i Cabot.